# ماشین حساب پاسکال

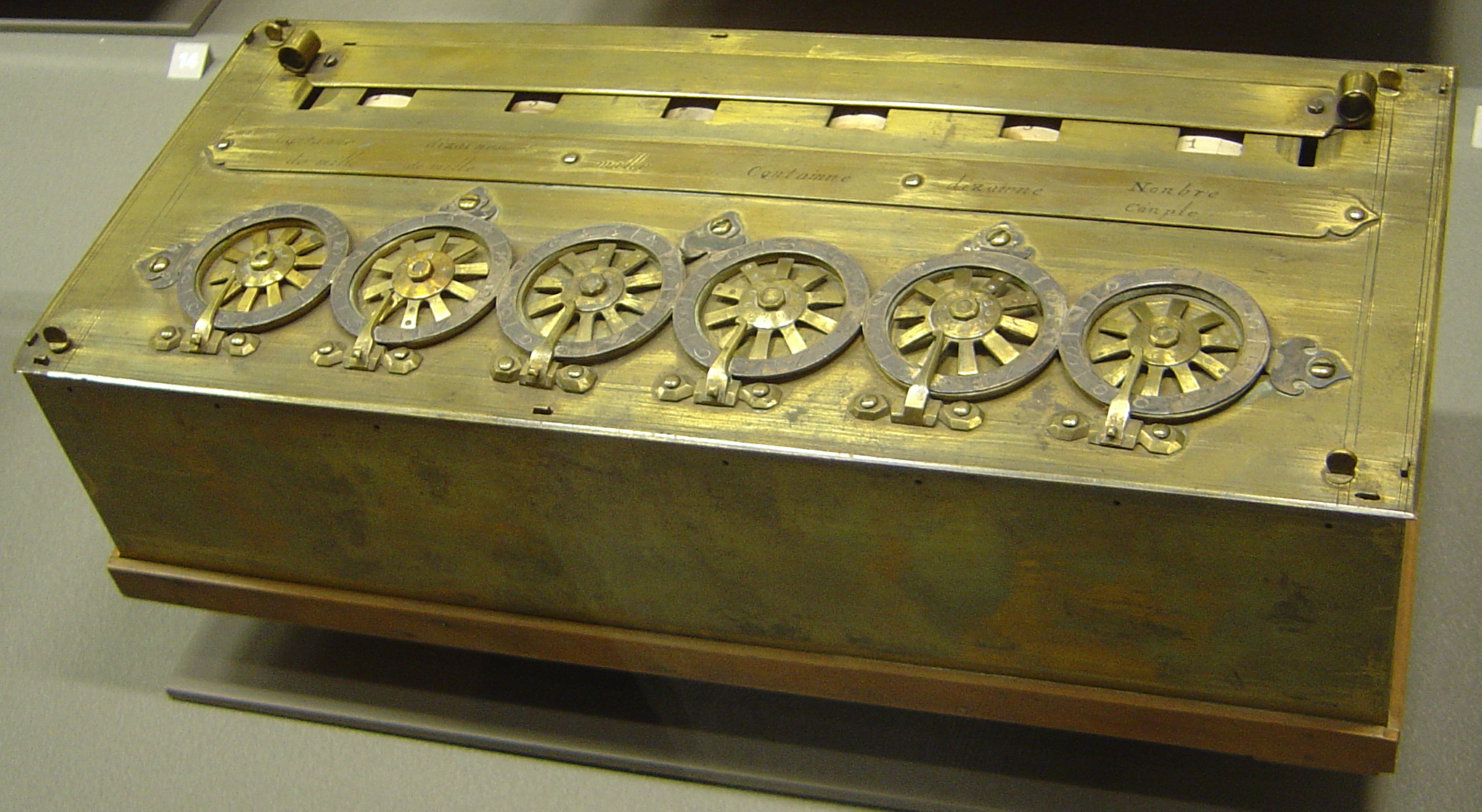

ماشین حساب پاسکال دومین ماشین حساب مکانیکی است که توسط بلز پاسکال در سال ۱۶۴۵ میلادی اختراع شد.
او این وسیله را برای کمک پدرش در جمع‌آوری مالیات‌ها ابداع نمود. او در فاصله سال‌های۱۶۴۲ تا ۱۶۴۵ به مدت سه سال روی این طرح ابتکاری کار کرد. دستگاه وی که به پاسکالین نامیده شده است، شباهت زیادی به ماشین‌های محاسبه مکانیکی دهه ۱۹۴۰ میلادی دارد. البته نمی‌توان پاسکال را نخستین مخترع ماشین‌های محاسبه دانست. زیرا پیش از او در سال ۱۶۲۳ شخصی به نام ویلهلم شیکارد دستگاه دیگری را ساخته بود. مشکل اصلی پاسکال یافتن راه حلی برای انجام محاسبات در سامانه پولی رایج فرانسه  در آن زمان بود. در این سامانه هر لیور معادل ۲۰ سول و هر سول معادل ۱۲ دنیر محسوب می‌شد. تا سال ۱۷۹۹ میلادی این واحدهای پولی در فرانسه رایج بودند. در بریتانیا نیز تا سال ۱۹۷۱ سامانه‌ای با روش‌های تزاید چندگانه رواج داشت. محاسبه با این روش‌ها نسبت به دستگاه ده دهی مرسوم دشواری‌های فنی فراوانی را به وجود می‌آورد. با این حال پاسکال  بر مسائل متعدد غلبه کرد و تولید دستگاه‌های حسابگر در سال ۱۶۴۲ آغاز شد. تاریخ‌نگاری به نام آدامسون، نوشته: «در سال ۱۶۵۲، پنجاه و دو پیش نمونه (از ماشین حساب‌های پاسکال) ساخته شده بود ولی تنها تعداد اندکی از آن‌ها به فروش رفت. در نتیجه در همان سال تولید آن‌ها متوقف گردید.»
این ماشین حساب تنها قادر به انجام جمع و تفریق بود و در مبنای ۱۰ کار می‌کرد.